# D-D-DANCE
「D-D-DANCE」（ディー・ディー・ダンス）は、女性アイドルグループIZ*ONEの楽曲である。2021年1月26日に配信限定シングルとしてK-POPファンダムプラットフォーム「UNIVERSE」のオリジナル音楽コンテンツである「UNIVERSE MUSIC」を通してKakaoMより発売された。

## 背景とリリース
K-POPファンダムプラットフォーム「UNIVERSE」のオリジナル音楽コンテンツである「UNIVERSE MUSIC」の第1弾として発売された。また、2021年4月に活動終了したためIZ*ONEとしてリリースする最後の楽曲となった。
IZ*ONEの初めての配信限定シングルとなる。ミュージック・ビデオは、2021年1月28日に「UNIVERSE」のアプリ内でフル公開され、YouTubeでは「Official Music Video PREVIEW」としてショートバージョンが公開されている。
1月17日発売することが発表された。1月18日から24日にかけてメインコンセプトフォトを公開。1月21日にはティーザーA、24日にはティーザーBを公開。1月28日にミュージック・ビデオが公開された。
2月14日に開催されたUNIVERSEのオンラインコンサート「UNI-KON」にて初披露された。
作詞・作曲は、TWICE・宇宙少女・Weki Mekiなどの楽曲を手掛けた「Full8loom」が担当した。

## 収録曲
| #         | タイトル      | 作詞             | 作曲                                                           | 編曲                                         | 時間 |
| --------- | ------------- | ---------------- | -------------------------------------------------------------- | -------------------------------------------- | ---- |
| 1.        | 「D-D-DANCE」 | 진리 (Full8loom) | 영광의얼굴들 (Full8loom), 진리 (Full8loom), 방건우 (Full8loom) | 영광의얼굴들 (Full8loom), 방건우 (Full8loom) | 3:25 |
| 合計時間: | 合計時間:     | 合計時間:        | 合計時間:                                                      | 合計時間:                                    | 3:25 |